# 추-추 찰스
추-추 찰스(Choo-Choo Charles)는 2022년 투 스타 게임즈에서 개발 및 퍼블리싱한 공포 게임이다. 플레이어는 괴물 사냥꾼 기록 보관원을 조종하며, 사람들을 먹으려고 배회하는 찰스라는 사악한 거미-기차 혼종 괴물과 싸우기 위해 기차의 방어를 업그레이드하는 것을 목표로 한다.
첫 번째 트레일러가 2021년에 공개된 후 인터넷에서 바이럴되어 트위터와 레딧과 같은 웹사이트에서 반응을 불러일으켰다. 이로 인해 이 게임은 타임지에서 선정한 2022년 가장 기대되는 비디오 게임 목록에 올랐다. 이 게임은 비평가들로부터 엇갈린 평가를 받았다.

## 게임플레이
게임 플레이는 열린 세계 지도 위를 기차로 이동하며 NPC를 위한 작업을 수행하고, 전리품을 수집하고, 그 전리품을 사용하여 기차를 업그레이드하여 플레이어를 주기적으로 사냥하고 기차에 장착된 총을 사용하여 격퇴할 수 있는 찰스와 싸우는 것으로 구성된다. 게임의 목표는 찰스를 최종 보스로 소환하여 플레이어와 싸우게 할 세 개의 빛나는 알을 수집하는 것이다. 게임을 완전히 완료하는 데는 플레이어에게 약 3~5시간이 소요된다.
지도는 상호 연결된 철로가 늘어선 섬이며, 이 철로는 플레이어의 기차를 NPC를 위한 퀘스트를 완료할 수 있는 일련의 장소로 이동시킨다. 메인 퀘스트를 진행하는 네 명의 주요 NPC가 있다. 찰스 외에도 플레이어는 게임을 완료하는 데 필요한 세 개의 빛나는 알을 지키는 무장한 컬트 신봉자 적들과도 마주한다. 게임은 플레이어가 이러한 경비원들을 몰래 지나쳐 알을 훔치고 눈치 채지 못하게 탈출하도록 장려하지만, 단순히 그들을 뛰어넘어 기차의 총으로 죽이거나 그들을 치고 달릴 수도 있다. 게임의 선택적 퀘스트는 일반적으로 NPC를 위해 물건을 가져오는 것으로 구성되며, 그 대가로 새로운 무기와 다른 보상을 받는다.

## 줄거리
플레이어는 단순히 "기록 보관원"으로 알려진 이름 없는 기록 보관원 및 괴물 사냥꾼을 조종하며, 섬을 공포에 떨게 하는 사람 잡아먹는 기관차/거미 괴물인 찰스를 처리하기 위해 친구 유진에게 아라네아룸 섬으로 소환된다. 도착하자마자 찰스가 그들을 공격하고 유진을 죽이지만, 유진은 기록 보관원에게 찰스를 소환하고 싸우는 데 사용할 수 있는 찰스의 알을 찾으라고 말하고, 섬을 가로지르고 찰스를 방어하기 위해 기관총이 장착된 기차를 준다.
유진의 아들 폴과 섬 주민들은 찰스를 물리칠 계획을 세웠지만, 이를 실행하려면 기록 보관원이 필요하다. 기록 보관원은 다양한 NPC와 만나기 위해 섬을 가로지르는 것을 목표로 한다. 이 캐릭터들은 기록 보관원에게 찰스의 빛나는 알이 있는 광산의 열쇠, 기차를 업그레이드할 수 있는 스크랩, 그리고 찰스를 더 잘 방어할 수 있는 화염방사기, 로켓 발사기, 대전차포와 같은 추가 무기를 준다. 기록 보관원은 또한 광산 회사 소유주 워렌 찰스 3세가 이끄는 컬트 신봉자들과 접촉하는데, 그들은 찰스를 세계 정복에 사용할 계획인 것으로 보인다. 그들은 워렌이 광산 작업 중 너무 깊이 파서 찰스의 알을 발견한 후 찰스의 각성을 일으킨 책임이 있다는 것을 알게 된다.
세 개의 알을 모두 모은 후 기록 보관원은 찰스를 소환하고, 찰스는 "헬 찰스"로 변신하여 워렌을 집어삼킨 후 기록 보관원을 쫓아 공격한다. 힘든 전투 끝에 기록 보관원은 찰스를 자신과 폴이 폭발물을 설치한 다리로 성공적으로 유인하고 폭발시켜 찰스를 다리의 목재 지지대 중 하나에 얼굴을 박고 즉사시킨다.
그러나 쿠키 영상에서는 찰스가 동굴에 수백 개의 알을 숨기고 있다는 사실이 밝혀져 찰스가 결국 돌아올 수도 있음을 시사한다.

## 개발 및 출시
추-추 찰스는 가빈 아이젠바이츠가 언리얼 엔진 4의 블루프린트 비주얼 스크립트를 사용하여 개발했다. 그는 유튜브 블로그에 개발 과정을 기록했다.
아이젠바이츠는 어린 시절의 기쁨과 순수함의 타락은 공포의 인기 있는 주제이지만, 추-추 찰스는 인기 있는 어린이 TV 쇼, 즉 토마스와 친구들을 기반으로 한다는 점에서 독특하다고 말했다. 토마스가 주인공인 이 쇼는 그가 어렸을 때 가장 좋아했던 어린이 쇼였다.
추-추 찰스는 대부분 톰 코벤의 3D 공포 애니메이션 토마스 피즈(Thomas Feeds)에서 영감을 받았다. 이 애니메이션은 토마스를 괴물 같은 거미-기차 혼종으로 묘사한다. 이 애니메이션은 2020년 11월 코벤의 유튜브 채널에 게시되었다. 스티븐 킹(다크 타워 시리즈의 일부로 "베릴 에반스"라는 가명으로)이 쓴 2016년 어린이 책인 찰리 더 추-추에서도 영감을 얻었을 가능성이 높다.
이 게임은 2022년 12월 9일 그의 회사 투 스타 게임즈에서 윈도우용으로 출시되었지만, 아이젠바이츠는 콘솔로도 이 게임을 포팅할 계획이 있다고 말했다. 2023년 12월 21일, 이 게임은 엑스박스 원, 엑스박스 시리즈 X/S, 플레이스테이션 4, 플레이스테이션 5용으로 출시되었다.
2023년 10월 26일, 아이젠바이츠는 게임에 "나이트메어 모드"를 업데이트했는데, 이는 게임을 평소보다 훨씬 더 어렵게 만들고, 영구 사망을 추가하고 적들을 강화한다. 새로운 난이도를 위해 새로운 사운드트랙도 작곡되었다.

## 평가
추-추 찰스는 리뷰 종합 사이트인 메타크리틱에서 56/100점을 받아 "혼합 또는 평균적인 평가"를 받았다.
락 페이퍼 샷건의 스티브 호가티는 이 게임을 "엉성하고, 매우 짧고, 어떤 시간 동안 플레이하기에 좌절스럽다"고 묘사했다. 그는 게임이 좋은 개념을 가지고 있지만, 그 개념이 너무 얇게 늘어났다고 말했다. 코타쿠의 잭 츠비젠은 독창성과 아이디어를 칭찬했지만, 게임이 "나쁜 잠입 구간"에 의존하고, 공포가 부족하며, 게임 길이가 짧다고 비판했다. IGN의 트래비스 노스업은 이 게임에 4/10점을 주며, "조잡하고", "매우 단순하며", "상상할 수 없을 정도로 지루하다"고 묘사했다. 그는 또한 도보 잠입 구간을 "격렬하게 재미없다"고 묘사했다. 디스트럭토이드의 조이 핸들리는 이 게임에 6.5/10점을 주며, "괜찮다"고 묘사했다.